# Artur i zemsta Maltazara
Artur i zemsta Maltazara (ang. Arthur and the Revenge of Maltazard, fr. Arthur et la vengeance de Maltazard ) – francuski film animowany w reżyserii Luca Bessona. Film to kontynuacja "Artura i Minimków" pierwszego filmu o przygodach chłopca zaprzyjaźnionego z elfowatymi stworkami. Seria powstała na podstawie scenariusza i w reżyserii Luca Bessona, który tworząc książki o Minimkach zadebiutował jako autor literatury dziecięcej. Druga część perypetii Artura została sfilmowana za 65 milionów euro. Obraz, tak jak poprzedni, jest połączeniem filmu fabularnego z animowanym. Specjaliści od techniki komputerowej perfekcyjnie łączą świat realny z bajkową rzeczywistością małych istot żyjących pod ziemią. Szczytem takiego połączenia technik była scena zmniejszania Artura za pomocą lian. Pierwsze momenty kręcone były na żywo - aktor, rekwizyty i zielone tło. Kiedy zacisk pnączy był już dość mocny, wykorzystano manekina i na pozór proste triki filmowe. Pod koniec ujęcia, kiedy proces zmniejszania miał się ku końcowi, nie można się było już obyć bez techniki 3D.

## Streszczenie i opis fabuły
Zbliża się dziesiąta pełnia księżyca i Artur przygotowuje się do ponownych odwiedzin krainy Minimków, w tym swojej ukochanej Selenii. Ojciec chłopca nalega jednak, by wyjechali akurat w dniu przejścia. Nagle mały pająk podrzuca do ręki chłopca ziarenko ryżu z napisem HELP. Artur ucieka więc rodzicom z auta, wraca do domu dziadków i jest gotów, by przejść do krainy Minimków. Niestety nie ma szczęścia i o północy księżyc zostaje zasłonięty przez chmurę burzową przez co przejście się zamyka. Artur zdeterminowany by uratować Minimki decyduje się na pnącza - niebezpieczną i bolesną metode dostania się do mikroskopijnego świata, polegającą na wyciągnięciu z ciała wody poprzez ściskanie lianami. Trafia do klubu Maxa i wyrusza do krainy na biedronce, po drodze uwalniając Betamesza aresztowanego przez jednorożce. We dwójkę uciekają strażnikom, pokonują groźne szczury, żaby i włochate pająki, a gdy w końcu Artur dociera do krainy okazuje się, że nikt nie wzywał pomocy. Nagle we wrotach staje Maltazar z Selenią jako zakładniczką. Okazuje się, że przez długi czas szpiegował dom dziadków Artura i to on wysłał wiadomość na ziarenku ryżu, by nakłonić chłopca do otwarcia przejścia na drugą stronę. Maltazar ma nowe ambicje by przejść do świata ludzi i stać się dużym. Wyklęty M przedostaje się na drugą stronę, osiąga wielkie rozmiary i niszczy teleskop, przez co Artur nie może za nim pójść.

## Obsada
- Freddie Highmore – Artur
- Mia Farrow – Babcia Daisy
- Penny Balfour – Mama Rose
- Douglas Rand – Tata Armand
- Ron Crawford – Dziadek Archibald

### dubbing angielski
- Freddie Highmore – Artur
- Robert Stanton - Tata Armand
- Selena Gomez – Księżniczka Selenia
- Doug Rand – Książę Betamesz
- David Gasman – Król
- Paul Bandey – Miro
- Will.i.am – Snow
- Stacy Ferguson – Replay
- Snoop Dogg – Max
- Logan Miller – Jake
- Lou Reed – Maltazar
- Leslie Clack - Ferryman

## Wersja polska
Opracowanie wersji polskiej: Start International Polska

Reżyseria: Elżbieta Kopocińska

Dialogi polskie: Katarzyna Wojsz

Nagranie i montaż: Michał Skarżyński

Kierownik produkcji: Elżbieta Araszkiewicz

W wersji polskiej udział wzięli:
- Kajetan Lewandowski – Artur
- Włodzimierz Matuszak – Archibald
- Barbara Kałużna – Księżniczka Selenia
- Jacek Braciak – Betamesz
- Ewa Kania-Grochowska – Babcia Daisy
- Marek Barbasiewicz – Król
- Jakub Szydłowski – Kolomasaj
- Daniel Olbrychski – Maltazar
- Michał Milowicz – Max
- Tomasz Steciuk – Prosciutto
- Grzegorz Drojewski – Replay
- Elżbieta Futera-Jędrzejewskia – Mama Artura
- Wojciech Paszkowski – Tata Artura
- Mirosław Wieprzewski – Miro

i inni